# Erynnis juvenalis
Erynnis juvenalis là một loài bướm ngày thuộc họ Hesperiidae.

## Hình ảnh

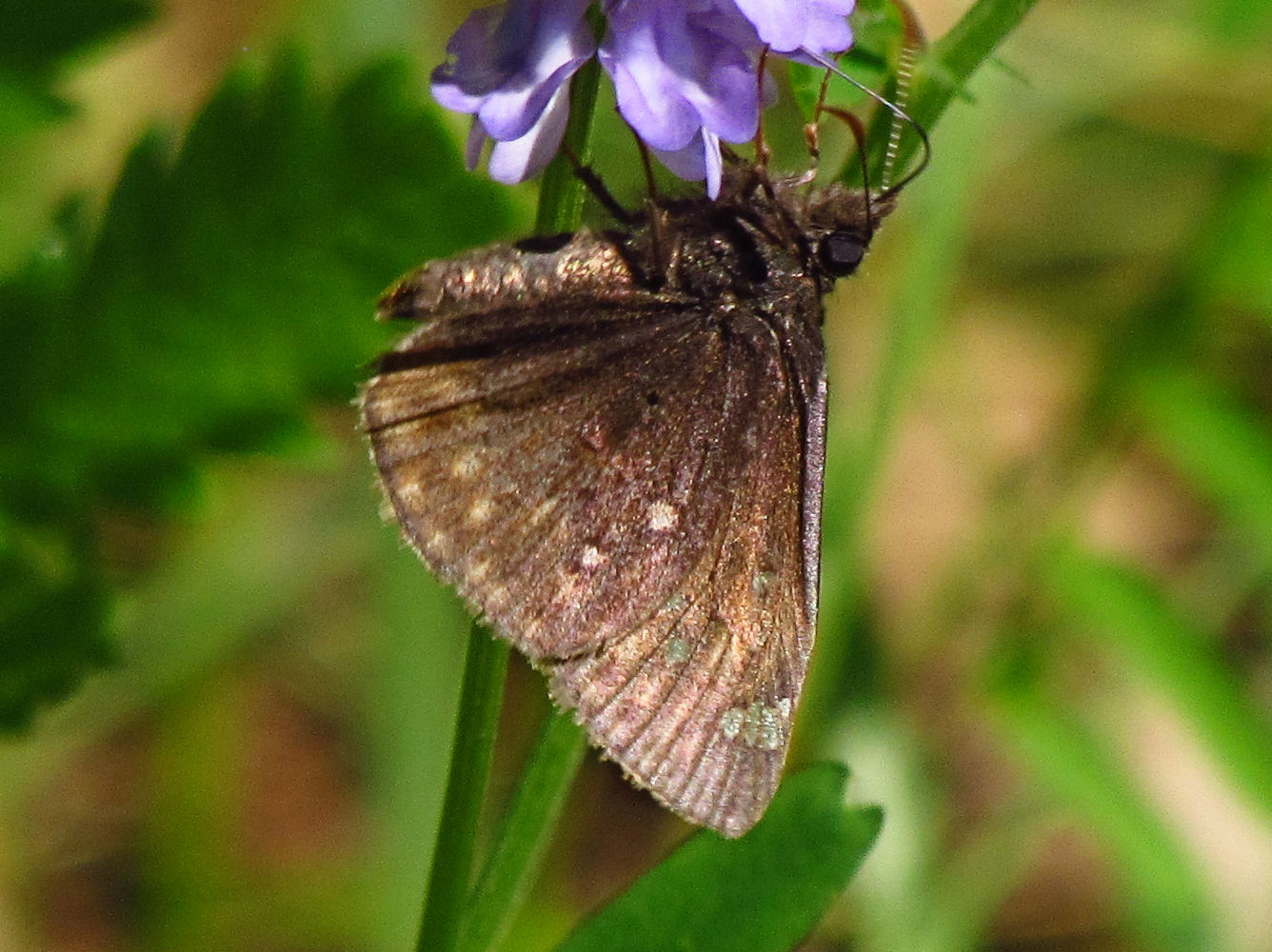
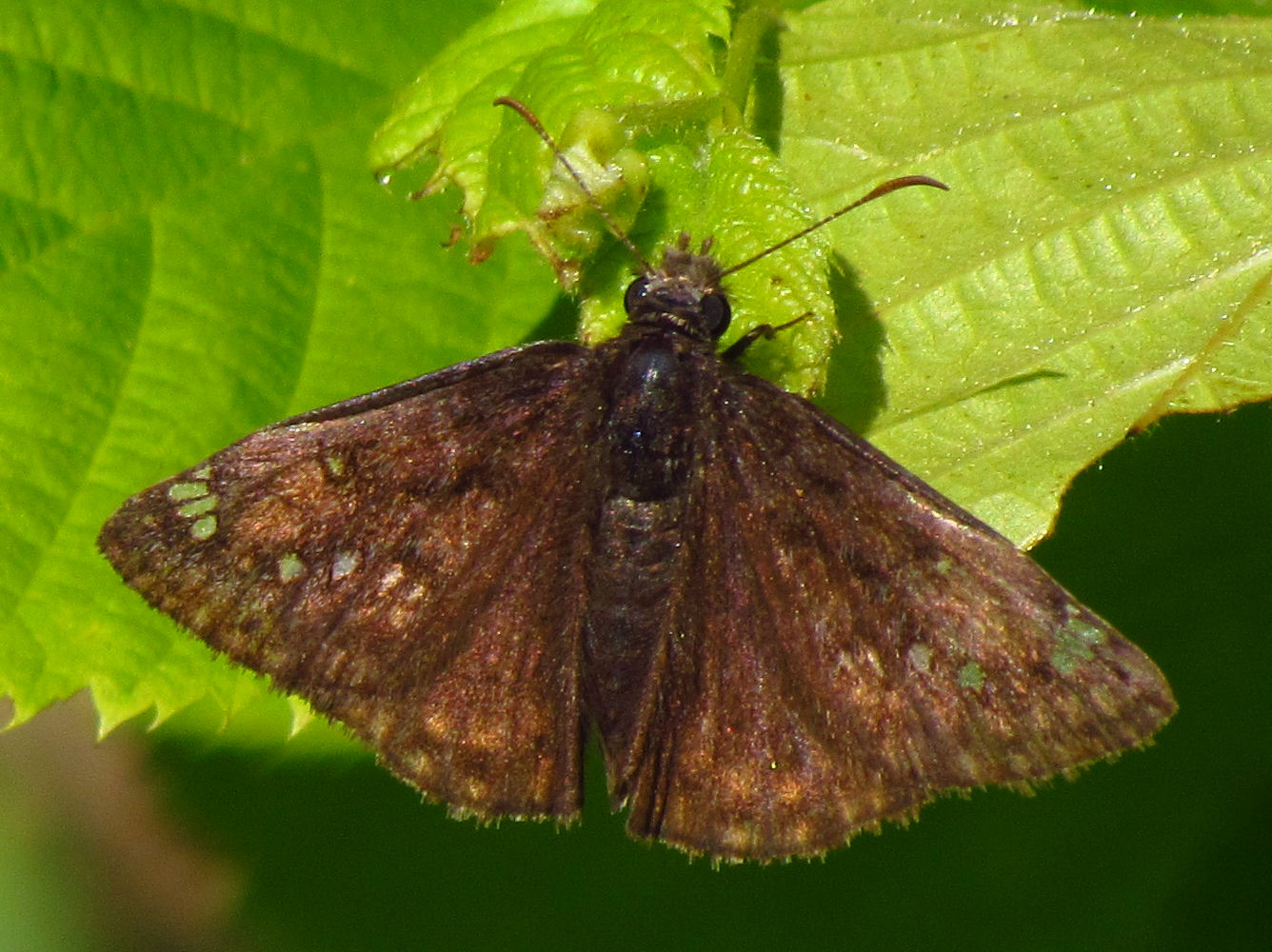

## Loài tương tự
- Horace's Duskywing (E. horatius)
- Zarucco Duskywing (E. zarucco)